# Tierra Franciscana
Tierra Franciscana és una obra de Josep Nogué Massó de grans dimensions (152 × 186 cm). És considerada com una de les millors obres de l'artista. Actualment es troba dipositada per la família de l'artista al Museo Provincial de Jaén des de l'any 2000, quan se celebrà a la capital andalusa l'exposició José Nogué, una mirada retrospectiva.

## Història
Josep Nogué Massó realitzà aquesta obra durant la seva estada de pensionat per l'Acadèmia Espanyola a Roma. Des de 1907 fins a 1921 Nogué residí a Itàlia, efectuant viatges per tota la geografia peninsular. En aquests viatges el pintor aprofitava per captar apunts del natural que més tard l'hi servirien per realitzar les seves obres a l'estudi i també, com és el cas de Tierra Franciscana, gravats partint de l'obra al natural i el quadre definitiu.
| «                | "En 1919 visita Rieti (Cerca de Asís), invitado por un alumno y pinta Tierra Franciscana. Cada amanecer pintava apuntes, de los que surgió su mejor paisage de su vida artística" | » |
| — Miguel Viribay | |   |

Nogué traslladà aquesta obra a Espanya i l'exposà a Bilbao (1919),Galeries Layetanes (1920) i a l'Exposición Nacional de Belles Arts de Madrid també el 1920. Tot hi l'èxit de crítica i public que tingué l'obra. Josep Nogué decidí retirar del certamen nacional i regalar-l'hi al seu amic Hipòlit Lázaro i Higueras, com a símbol de la seva amistat.
Curiosament uns anys més tard la família d'Hipòlit Lázaro hagué de despendre's de l'obra hi aquesta anà a parar a un antiquari de la ciutat comtal. En aquell temps el pintor Nogué, com és conegut a Santa Coloma de Queralt, residia a Barcelona i casualment visità l'antiquari propietari de la seva obra. En demanar el seu valor, el venedor expressà una xifra molt alta. Aquest fet alegrà molt al seu autor i després d'identificar-se aconseguí una rebaixa substancial en el preu de Tierra Franciscana i l'adquirí. Actualment l'obra tot hi trobar-se al Museo de Bellas Artes de Jaén, és propietat dels hereus del pintor.

## Descripció
Tierra Franciscana és un gran llenç de 152x186 cm, amb una força visual molt important. És la representació de l'albada a la vall italiana de Rieti.
El sol tot just comença a despuntar per sobre les muntanyes, causant una vermelló als voltants d'un convent franciscà. Curiosament Nogué en aquesta obra es permet una llicència, situar un monestir de frares franciscans al mig d'una zona rural. Un fet força inusual però que segurament dona un sentit més espiritual a l'obra. El conjunt format entre els arbres i l'edifici crea dins la composició un clarobscur molt marcat.
En primer terme l'espectador observa el convent franciscà, situat als peus d'una muntanya, acompanyat per uns xiprers. En un segon pla les carenes d'altres serres. Al punt on els dos massissos es creuen, l'autor hi situà un gran sol. Una bola de foc, el punt més lluminós i fort de tota la composició.
Tot i la seva simplicitat cromàtica, mostra una gran força. Destacant sobre tot el gran punt d'atracció solar.

## Procés creatiu
Josep Nogué Massó tot hi haver viscut i desenvolupat el seu art durant la primera meitat del segle xx, es formà a finals del segle xix. A Madrid i Roma, ciutats molt marcades artísticament per les normes que imposaven les Acadèmies. Degut ha aquest fet el pintor Nogué desenvolupà un procés creatiu més propi del segle xix, que dels seus contemporanis del segle xx.
Nogué primer prenia apunts del natural, com és el cas d'aquesta obra. Quan ja hauria captat les impressions necessàries i les seves notes sobre el paisatge. L'artista traspassava aquesta informació al llenç. Aquesta creació Nogué la realitzava al taller, hi no pas al natural, com realitzarien d'altres artistes. En el seu espai privat el pintor podia acabar d'estudiar els seus apunts i traspassar-los al llenç.
D'algunes de les seves obres més renyides l'autor en realitzava una curta sèrie de gravats. Així d'una mateixa visió pictòrica Nogué en desenvolupava tres obres: l'esbós, l'obra pictòrica i l'obra gràfica.